# Passiflora biflora
Passiflora biflora (biflora = tweebloemig) is een klimplant waarvan de grootte en vorm van het blad sterk kunnen variëren, afhankelijk van de omgeving waar de plant vandaan komt. Passiflora biflora komt van nature voor van Mexico tot in Venezuela en op de Bahama's tot op hoogtes van 1500 m.
De plant kan zich sterk vertakken en wordt erg breed. In de bladoksels ontspringen de ranken waarmee de plant zich vasthecht. De stengels zijn diep gegroefd, onbehaard en vijfhoekig. De bladstelen zijn tot 3 cm lang. De afwisselend geplaatste bladeren variëren in vorm, maar zijn meestal twee- of soms drielobbig. Ze zijn tot 8 × 10 cm groot, altijd breder dan lang. De 3 cm brede bloemen groeien in paren in de bladoksels op tot 2 cm lange bloemstelen. De kelkbladeren zijn wit en tot 1,2 × 0,8 cm groot. De kroonbladeren zijn wit en tot 1,4 × 0,5 cm groot. De corona bestaat uit twee rijen. De buitenste rij filamenten is geel, 0,7-0,9 cm lang en naar buiten gebogen. De binnenste rij is 0,3 cm lang en groenachtig. De bolvormige tot ovale vruchten zijn tot 3 × 2 cm groot en worden rijp blauwzwart.
De plant kan 's winters in België en Nederland in de vensterbank worden gehouden en kan ’s zomers buiten worden gezet. De plant kan vermeerderd worden door zaaien of stekken.

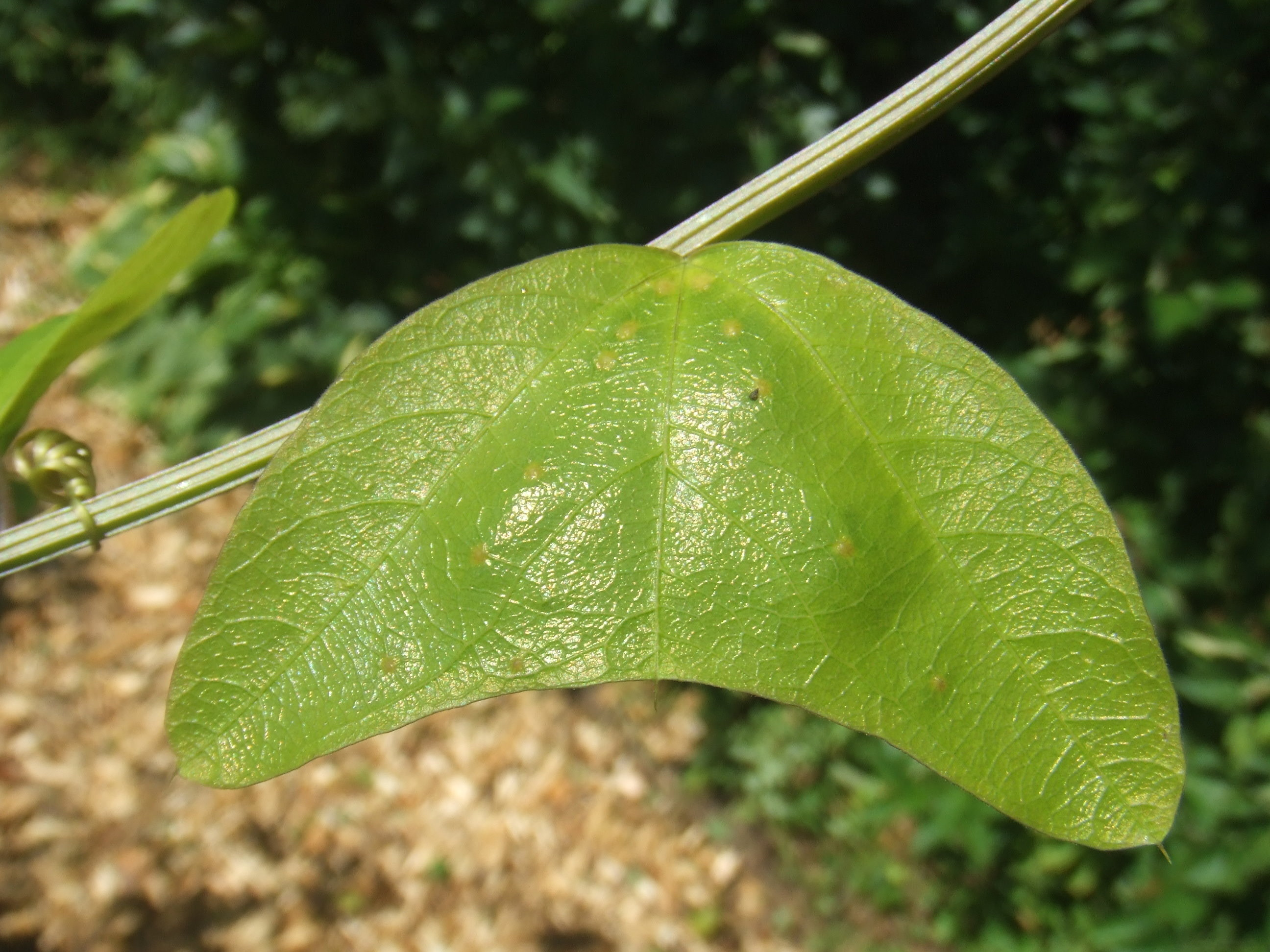
Tweelobbig blad
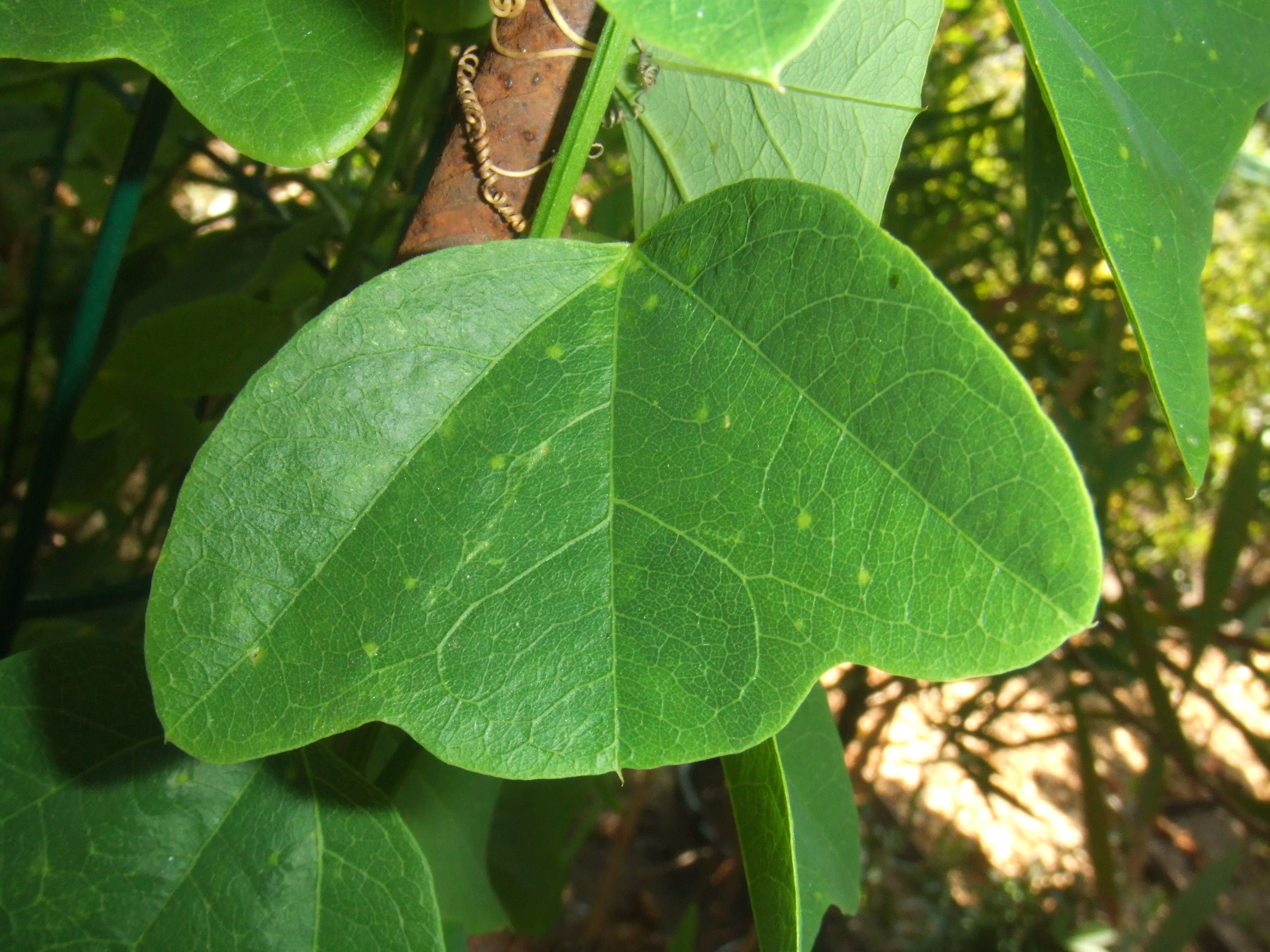
Drielobbig blad
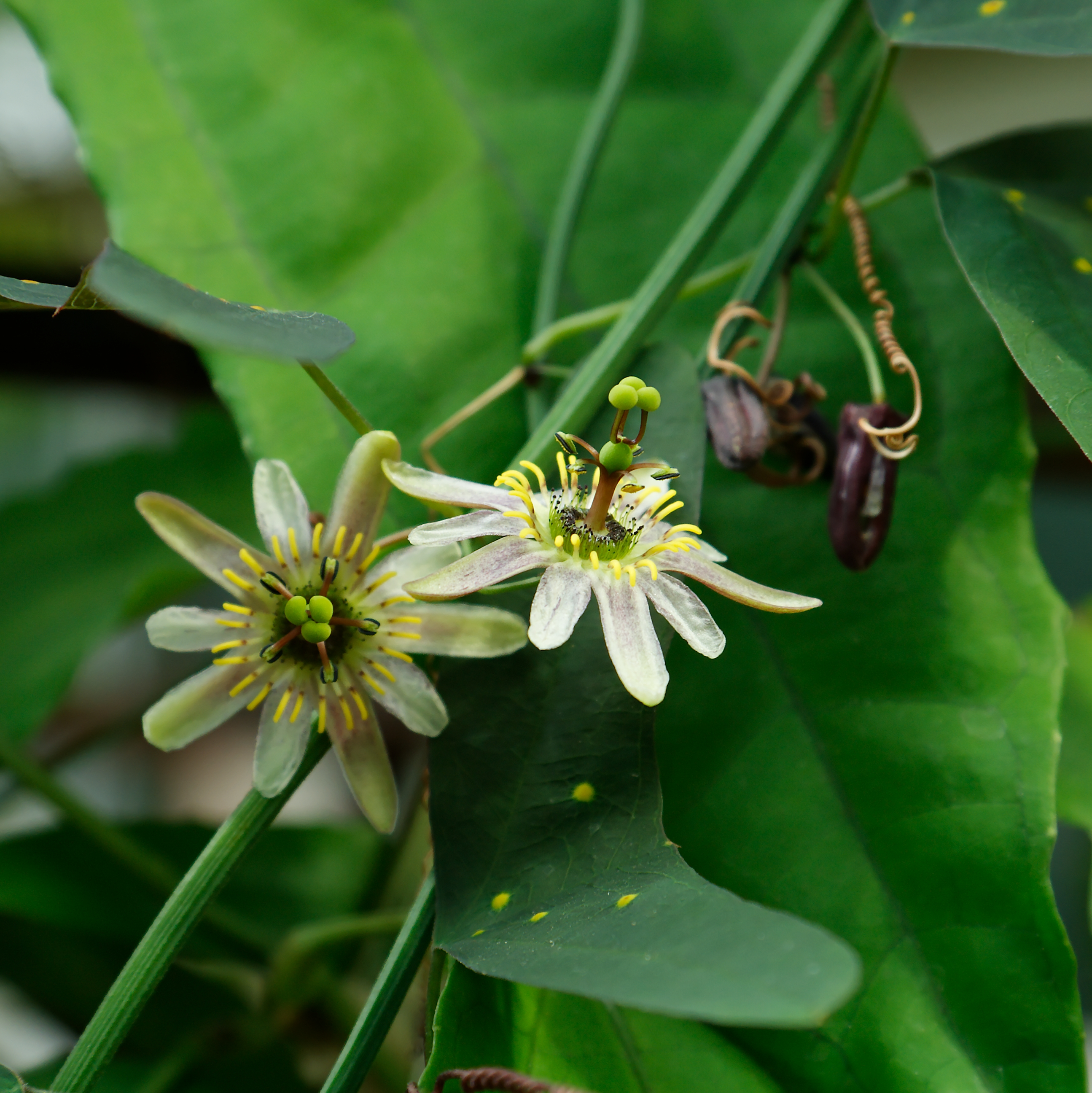
Tweebloemig

... · 
P. alata · 
P. aurantia · 
P. biflora · 
P. caerulea (Blauwe passiebloem) · 
P. citrina · 
P. coccinea · 
P. coriacea · 
P. edmundoi · 
P. edulis · 
P. edulis forma edulis · 
P. edulis forma flavicarpa · 
P. foetida · 
P. gibertii · 
P. herbertiana · 
P. incarnata · 
P. jorullensis · 
P. kermesina · 
P. laurifolia · 
P. ligularis · 
P. lindeniana · 
P. loefgrenii · 
P. lutea · 
P. morifolia · 
P. murucuja · 
P. organensis · 
P. picturata · 
P. punctata · 
P. quadrangularis · 
P. racemosa · 
P. rubra · 
P. serratifolia · 
P. suberosa · 
P. subpeltata · 
P. tarminiana · 
P. tulae · 
P. vitifolia · 
P. xishuangbannaensis · 
P. yucatanensis · 
...